# Chromacris miles
Chromacris miles är en insektsart som först beskrevs av Dru Drury 1773.  Chromacris miles ingår i släktet Chromacris och familjen Romaleidae. Inga underarter finns listade i Catalogue of Life.